# William Angus
William Angus (1752 — 1821) est un graveur britannique.
Principalement graveur de reproduction, il a surtout réalisé des portraits et des vues architecturales ou topographiques.

## Biographie
William Angus naît en 1752.
Élève de William Walker, il pratique principalement la gravure au trait, se spécialisant dans les paysages et les bâtiments,.
Angus grave d'après Paul Sandby, Edward Dayes et George Samuel mais aussi des sujets originaux,. On connaît de lui des vues, d'un rendu « délicat et plaisant », de lieux d'événements de gentlemen d'Angleterre et du pays de Galles, ainsi que des vues topographiques.
Ses œuvres les plus connues sont The Seats of the Nibility and Gentry (1787-1815) et un paysage d'après Adam Elsheimer. Il a aussi gravé, principalement d'après Thomas Stothard, les plaques pour le petit Atlas Pocket-book (atlas de poche), ainsi que quelques portraits pour le European Magazine (en).
Angus compte parmi ses élèves William Bernard Cooke (1778–1855).
Peu économe, il est mort pauvre après deux ans d'une dure maladie à l'âge de 69 ans, le 12 octobre 1821.

## Galerie

Quelques gravures de William Angus
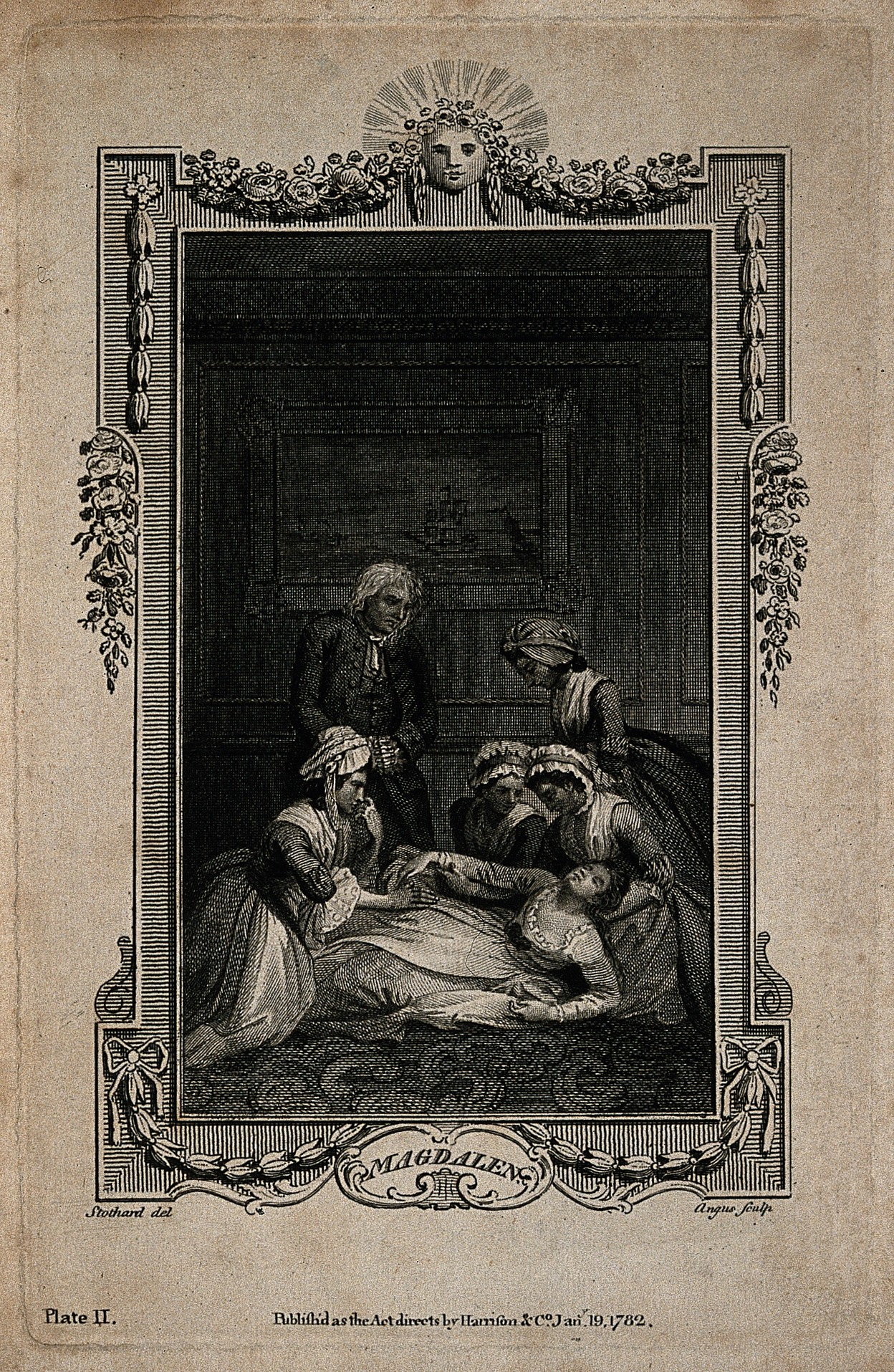
A group of women gather around a fainted woman (1782, d'après Thomas Stothard, Wellcome Collection).
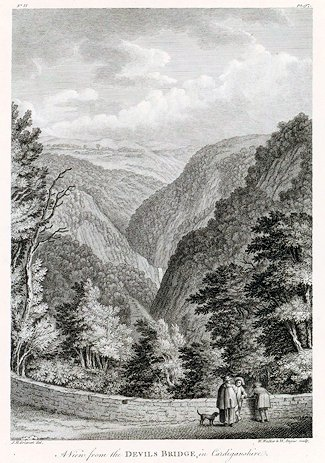
A view from the Devils Bridge, in Cardiganshire (1781, lithographie d'après Samuel Hieronymus Grimm (en), Bibliothèque nationale du pays de Galles).
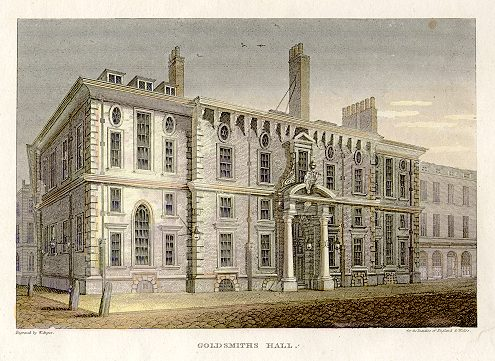
Goldsmiths Hall (ca. 1814).
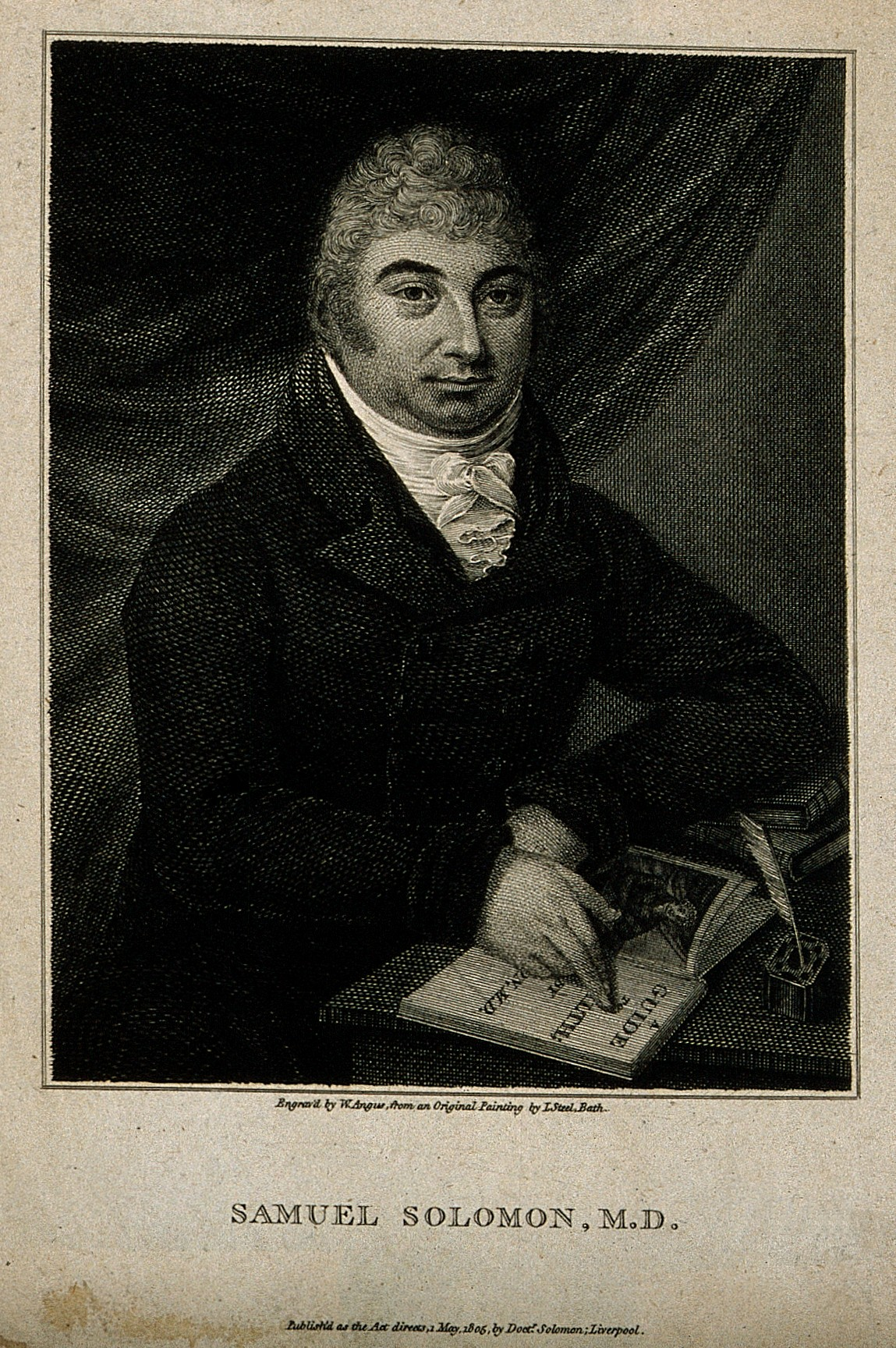
Portrait de Samuel Solomon (1805, pointillé d'après J. Steel, Wellcome Collection).